# Gaudibert (cratère)
Pour les articles homonymes, voir Gaudibert.
Gaudibert est un cratère lunaire situé sur la face visible de la Lune. Il se trouve au nord-est de la Mare Nectaris, dans une région accidentée avec de nombreux petits cratères d'impact. Le cratère Gaudibert est sud-est des cratères Capella et Isidorus. Ce cratère a un rebord bas et un intérieur irrégulier qui en fait une formation relativement discrète. Le bord est à peu près circulaire mais un peu inégal dans ses grandes lignes. Sur le plancher intérieur s'élèvent plusieurs crêtes qui divisent l'intérieur en plusieurs pics mineurs et des vallées. Une paire de minuscules cratères en forme de bol sont attachés à l'extrémité sud du bord du cratère
En 1935, l'Union astronomique internationale a donné le nom de l'astronome français Casimir Marie Gaudibert à ce cratère lunaire.
Par convention, les cratères satellites sont identifiés sur les cartes lunaires en plaçant la lettre sur le côté du point central du cratère qui est le plus proche de Gaudibert.
| Gaudibert | Latitude | Longitude | Diamètre |
| --------- | -------- | --------- | -------- |
| A         | 12.2° S  | 37.9° E   | 21 km    |
| B         | 12.3° S  | 38.5° E   | 21 km    |
| C         | 11.5° S  | 37.8° E   | 9 km     |
| D         | 10.5° S  | 36.3° E   | 5 km     |
| H         | 13.8° S  | 36.7° E   | 11 km    |
| J         | 11.1° S  | 39.1° E   | 10 km    |